# Анхур
Анхур је био бог рата ране египатске митологије, који је обожаван у египатском подручју Абидоса, а посебно у Тинису. Митови говоре да је своју жену Мехит, која му је била женски пандан, довео из Нубије, а његово име то одражава — значи „(онај који) води назад оног далеког“.
Једна од његових титула била је убица непријатеља. Анхур је био приказан као брадати мушкарац који носи огртач и перјаницу са четири нојева пера, који држи копље , или повремено као бог са главом лава (који представља снагу и моћ). На неким приказима, огртач је више личио на килт.

## Улоге

### Бог рата
Због свог положаја бога рата, био је покровитељ древне египатске војске и персонификација краљевских ратника. Заиста, на фестивалима, приређиване су лажне битке у његову част. Током римске ере, цар Тиберије је био приказан на зидовима египатских храмова носећи препознатљиву круну Анхура са четири пера.
Грци су Анхура изједначили са својим богом рата Аресом. У легенди о олимпијским боговима који су бежали од Тифона и узимали животињски облик у Египту, говорило се да је Арес узео облик рибе као Лепидот или Анхур.

### Носилац неба
Анхурово име би такође могло значити „носилац неба” и касније је идентификован са Шут, поставши Анхур-Шу. Он је Раов син и Тефнутов брат, ако се идентификује као Шут.

## Високи свештеници Анхура
- Аменхотеп, из времена Тутмоса IV. Аменхотепова жена Хенут била је Анхурова певачица. Њихови синови Хат и Кена били су ратници Тутмоса IV.[5]
- Небвененеф - Високи свештеник Анхура за време владавине Сетија I. Постављен је за Првосвештеника Амона на почетку владавине Рамзеса II.[6]
- Хори[6]
- Минмос, син Првосвештеника Хорија и његове жене Инти. Постао је високи свештених у време владавине Рамзеса II.[6]
- Анхурмос, из времена Мернептаха.[6][7]
- Сишепсет, из времена Рамзеса III.[7]
- Харсиес, који се помиње на остракону у Абидосу.[7]

## У популарној култури
Анхур је лик који се може играти у онлајн борбеној арени за више играча, Smite. Анхур је ловац који држи копље и носи титулу убице непријатеља и приказан је у свом (антропоморфном) облику лава који има браду, огртач и круну која укључује четири велика пера.
Анхур је хаотичан бог у компјутерској игрици NetHack/Slash'EM.
Анхур има мању улогу у фантастичном роману „Змијина сенка” из 2012. године, као претпостављени мртви бог који је оживљен да би уништио Господара хаоса, Апепа.
Анхур је један од 20 шефова против којих се борите у видео игрици Boss Rush: Mythology.